# Westover Air Force Base
Pour les articles homonymes, voir Westover.

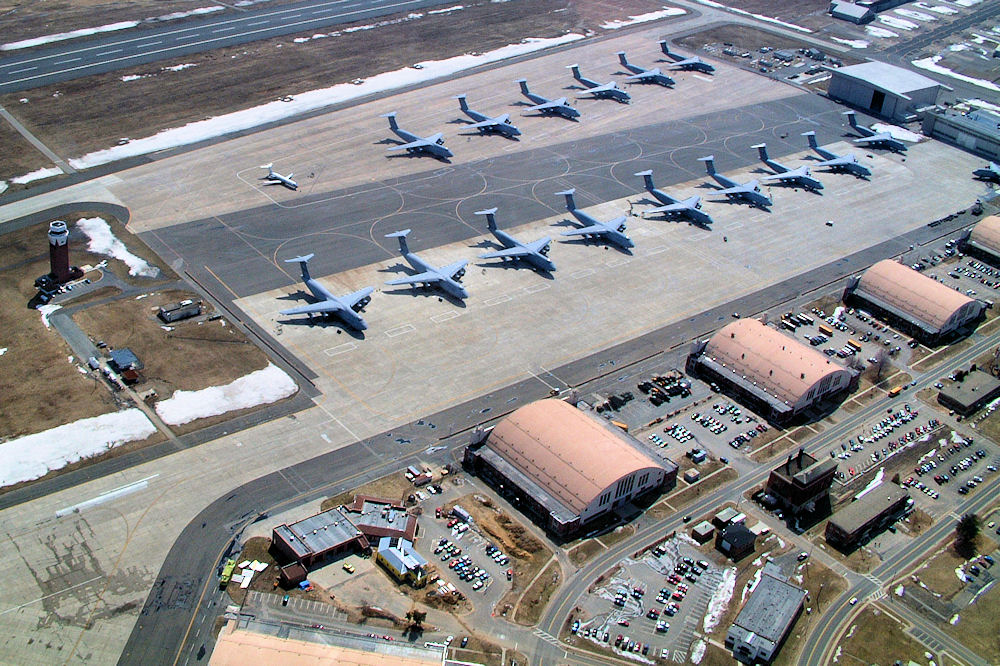
15 C-5 Galaxy du 439th Operations Group sur le tarmac de la base en 2009.

Westover Air Force Base est une base de l'Air Force Reserve Command (AFRC) de l'United States Air Force dans le Comté de Hampden situé près de la ville de Springfield dans l'État du Massachusetts.
Construite en 1939, elle sert de 1955 a 1974 de base pour le Strategic Air Command.